# Гуткнехт, Даниэль
Даниэ́ль Гу́ткнехт (нем. Daniel Gutknecht) — швейцарский кёрлингист.
В составе мужской сборной Швейцарии участник чемпионата мира 1996 (стали бронзовыми призёрами). Чемпион Швейцарии среди мужчин (1996). В составе юниорской мужской сборной Швейцарии серебряный призёр юниорского чемпионата мира 1984, чемпион Швейцарии среди юниоров (1983).

## Достижения
- Чемпионат мира по кёрлингу среди мужчин: бронза (1996).
- Чемпионат Швейцарии по кёрлингу среди мужчин: золото (1996).
- Чемпионат мира по кёрлингу среди юниоров: серебро (1984).
- Чемпионат Швейцарии по кёрлингу среди юниоров: золото (1983).

## Команды
| Сезон   | Четвёртый       | Третий         | Второй           | Первый         | Запасной      | Турниры            |
| ------- | --------------- | -------------- | ---------------- | -------------- | ------------- | ------------------ |
| 1982—83 | André Flotron   | Андреас Хенни  | Даниэль Гуткнехт | André Szodoray |               | ЧШЮ 1983           |
| 1983—84 | André Flotron   | Андреас Хенни  | Даниэль Гуткнехт | André Szodoray |               | ЧМЮ 1984           |
| 1995—96 | Патрик Хюрлиман | Патрик Лёртшер | Даниэль Гуткнехт | Диего Перрен   | Штефан Кайзер | ЧШМ 1996 · ЧМ 1996 |

(скипы выделены полужирным шрифтом)